# النصائب (حرض)

تعديل مصدري - تعديل

النصائب هي إحدى قرى عزلة العتنة بمديرية حرض التابعة لمحافظة حجة، بلغ تعداد سكانها 467 نسمة حسب تعداد اليمن لعام 2004.